# 3552 Дон Кіхот
3552 Дон Кіхот (3552 Don Quixote) — астероїд групи Амура, відкритий 26 вересня 1983 року. Є астероїдом з настільки великим ексцентриситетом, що його витягнута орбіта перетинає орбіти і Марса і Юпітера.
У результаті поточного проєкту на чолі з дослідниками в університеті Північної Аризони за допомогою космічного телескопа Спітцера була виявлена кометна активність об'єкту. «Його орбіта нагадувала кометну, тому люди припускали, що це комета, яка втратила всі свої поклади льоду», — сказав Майкл Момерт. 
Тіссеранів параметр щодо Юпітера — 2,315.